# صندوق الذاكرة (فلم)
صندوق الذاكرة (بالإنجليزية: Memory Box) هو فيلم فرنسي كندي لبناني من إخراج جوانا حاجي توماس وخليل جريج، صدر عام 2021. رغم أنّ الفيلم لا يتحدث مباشرة عن الحرب، ولكنه يعكس بسلاسة الإرث المؤلم للحرب الأهلية في لبنان وصورها العالقة في رؤوس كلّ من خبر الحروب والاضطرار للهرب منها. يستخدم الفيلم قصّة ثلاث نساء: أمّ وابنتها وحفيدتها اللواتي يعشن في مونتريال في كندا اليوم.

## الملخص
تدور أحداث الفيلم في مونتريال الحالية، أليكس فتاة مراهقة تعيش مع والدتها مايا وجدتها، التي تسمى بمودة تيتا. عشية عيد الميلاد، يصل بريد غامض، وهو عبارة عن صندوق يحتوي على دفاتر مايا والأشرطة والصور الفوتوغرافية التي ارسلت خلال سنوات الحرب إلى صديقة طفولتها ليزا المقيمة في باريس. لكن كلا من مايا (التي لعبت دورها ريم تركي كشخص بالغ) ووالدتها (كليمانس صباغ)، تخشيان من الذكريات المؤلمة التي قد تكشفها الدفاتر، ويمنعان أليكس من النظر في محتويات الصندوق.
عندما يصبح الماضي المرتبط بذاكرة الأم مختلفاً عن الماضي المرتبط بذاكرة ابنتها، تثور رغبات الحفيدة «ابنة العصر الرقمي» باستكشاف ماضي والدتها. يبدع المخرجان جوانا حجي توما، وخليل جريج في تجسيد طموحهما في بناء القصّة على حرب، دون الانغماس في الحرب نفسها.
تبدأ الأحداث في يومنا الحاضر في مونتريال، حيث تعيش المراهقة أليكس «تلعب دورها بالوما فوتييه» مع والدتها مايا «تلعب دورها ريم تركي»، ومع جدتها تيتا «تلعب دورها كليمنس صبّاغ». تنقلب حياة أليكس رأساً على عقب عندما تتلقى الأسرة صندوقاً من الذكريات الغامضة في منزلهم في كندا.
فتح الصندوق الباب لمرحلة لا تعرفها أليكس عن ماضي والدتها مايا. يغرقنا إغراء المحاكاة الحقيقية لمرحلة مراهقة مايا، من خلال فسيفساء جميلة من الصور الفوتوغرافية وأشرطة الكاسيت. إنّها حقبة من العمر تفتح عليها النافذة من خلال ذكريات مراهق. إنّها صور تصبح حيّة في الفلم، بحروف تجتمع لترسم شخصاً كان يعيش في ثمانينات القرن الماضي، وكلّ ذلك بأسلوب إبداعي يجد اتصاله بعالم اليوم الرقمي بسهولة.

## عن الفيلم
الحرب هي الخيط المشترك الذي يجمع مشاهد الفيلم. جزء كبير من القصة هو ذكريات تفكك الأسرة، وتفكك البلد بسبب شرور الحرب. إنّه الشرور الذي يصيب البشرية منذ القدم، ولم نتمكن إلى اليوم من تفاديه.
نشهد في الفيلم كيفية انهيار الشخصيات التي عاشت الحرب، وكيفية تحوّل مثلهم العليا إلى رماد، ليصبح الأمل الوحيد هو البحر وما ورائه.
إنّها قصّة دراميّة عاطفية، لا يزال بإمكاننا تلمّس صداها حتّى اليوم في الحروب في الشرق الأوسط، وهي الحروب التي أدّت بمعظمنا إلى المجيء إلى السويد. إنّها بشكل أو بآخر قصتنا، فحتّى من لم يفرّ مباشرة من الحرب، هرب من تداعياتها المدمرة، سعياً لاستعادة بعضاً من إنسانيتنا.انتهى التصوير قبيل انفجارات مرفأ بيروت في 4 août 20202020.

## الجوائز
في فرنسا، يدرج موقع Allociné متوسط 3.5/5 للمراجعات الصحفية. تم إصداره في 19 يناير 2022 في دور العرض الفرنسية، وقد سجل 25 241 entrées في شباك التذاكر لعام 2022.
برليناله 2021 : الاختيار الرسمي

## ادوار الممثلين
- ريم التركي: مايا الكبيرة
- بالوما فوتير[الإنجليزية]: أليكس
- كليمنس صباغ[الإنجليزية]: تيتا
- منال عيسى: مايا الشابة
- إيزابيل زيغوندي[الإنجليزية]
- نسرين ابي سمرا[الإنجليزية]
- حسن عقيل[الإنجليزية]: رجا
- ربيع مروة: رجا الكبير
- ميشيل بادو[الإنجليزية]: ميشيل
- حليم ابيض[الإنجليزية]: الشاب حليم
- باتريك شمالي[الإنجليزية]: حليم البالغ

## وصلات خارجية

### الموارد السمعية والبصرية
- سينماتيك كيبيك
- على موقع آي إم دي بي
- يونيفرانس
- قاعدة بيانات الأفلام